# 용덕천
용덕천(龍德川)은 경상북도 영덕군 지품면 송천리에서 발원하여 남동류하다가 영덕군 달산면 인곡리에서 소서천으로 흘러들어 가는 하천이다.